# Classe Valour
La Classe Valour (type Meko A-200SN) , est une série de frégates furtives construite pour les marines sud-africaine et algérienne par la firme allemande Howaldtswerke-Deutsche Werft conceptrice de la famille de navires de guerre multi-fonctions MEKO.

## Conception
La famille des frégates de classe Meko 200 est construite selon les principes maximaux de furtivité.

Les angles droits et les surfaces verticales de la structure sont évitées pour réduire la signature infrarouge

Selon les concepteurs de Blohm & Voss la signature radar du navire est réduite à la moitié de sa taille, avec 75 % en moins d'émissions infrarouges que les modèles précédents.

## Les bâtiments
| Pennant number | Nom            | Lancement       | Service effectif | Chantier naval                    | Fin de carrière | Photo |
| -------------- | -------------- | --------------- | ---------------- | --------------------------------- | --------------- | ----- |
| F145           | SAS Amatola    | 6 juillet 2002  | 16 février 2006  | Blohm & Voss Hambourg             | en activité     |       |
| F146           | SAS Isandlwana | 5 décembre 2002 | 20 juillet 2006  | Howaldtswerke-Deutsche Werft Kiel | en activité     |       |
| F147           | SAS Spioenkop  | 2 août 2003     | 16 février 2007  | Blohm & Voss Hambourg             | en activité     |       |
| F148           | SAS Mendi      | octobre 2003    | 20 mars 2007     | Howaldtswerke-Deutsche Werft Kiel | en activité     |       |